# The Goat (Polo G)
| Recensione  | Giudizio |
| ----------- | -------- |
| AllMusic    | [ 9 ]    |
| Consequence | B+       |
| Earmilk     | 8/10     |
| HipHopDX    | 4.1/5    |
| Pitchfork   | 7.7/10   |
| RapReviews  | 7.5/10   |

The Goat è il secondo album in studio del rapper statunitense Polo G, pubblicato il 15 maggio 2020 su etichetta discografica Columbia Records.

## Descrizione
The G.O.A.T. è un acronimo che in inglese significa "greatest of all time" ("il migliore di tutti i tempi") e viene attribuito a grandi nel loro ambito come Michael Jordan e Lionel Messi, ma goat in inglese può indicare anche il segno del capricorno, al quale Polo G appartiene insieme a grandi nel loro ambito come LeBron James e Tiger Woods. Il rapper, alla domanda cosa intendesse per goat, ha affermato che non si autodefinirebbe mai il migliore di sempre, perché porta troppo rispetto per chi è venuto prima di lui.

## Promozione
La data di uscita dell'album, insieme alla copertina, è stata annunciata il 5 maggio 2020 attraverso il profilo Instagram di Polo G.

## Copertina
Nella copertina si può vedere la sua immagine con gli occhiali da sole e un paio di corni da capretta: Sullo sfondo, invece, si possono notare due immagini del rapper con suo figlio di tre anni Tremani.

## Successo commerciale
The Goat ha debuttato alla seconda posizione della Billboard 200 statunitense, con 99.000 vendite nella prima settimana. Divenne l'album ad avere raggiunto la posizione più alta di Polo G e la sua seconda volta nella top dieci degli Stati Uniti. L'album ha anche accumulato un totale di 129,4 milioni di stream su richiesta delle canzoni del set. Nella sua seconda settimana, l'album è sceso alla quinta posizione della classifica, vendendo altre 52.000 unità. Nella sua terza settimana, l'album è sceso alla settima posizione della classifica, vendendo 40.000 unità in più. Il 28 luglio 2020, l'album è stato certificato oro dalla RIAA per vendite combinate e unità equivalenti all'album di oltre 500.000 unità negli Stati Uniti. Il 10 dicembre 2020, l'album è stato certificato platino negli Stati Uniti, dopo avere venduto oltre un milione di copie. Inoltre, l'album è stato certificato oro in Canada e in Danimarca e argento nel Regno Unito.

## Tracce
1. Don't Believe the Hype – 2:55 (testo: Taurus Bartlett, Joseph Steele, Angelo Callari, Darrin Barthellemy – musica: 1040 Beats, Callari, D Major)
2. Heartless (feat. Mustard) – 3:24 (testo: Bartlett, Dijon McFarlane, Shah Rukh Zaman Khan – musica: Mustard, GYLTTRYP)
3. Martin & Gina – 2:13 (testo: Bartlett, Hagan Lange, Kyre Trask, Tahj Vaughn – musica: Hagan, Kdubb, Tahj Money)
4. Flex (feat. Juice Wrld) – 2:44 (testo: Bartlett, Jarad Higgins, Chauncey Holls, Dustin Corbett – musica: Hit-Boy, Corbett)
5. Go Stupid (con Stunna 4 Vegas e NLE Choppa feat. Mike Will Made It) – 2:46 (testo: Bartlett, Khalick Caldwell, Bryson Potts, Michael Williams II, Brytavious Chambers – musica: Mike WiLL Made-It, Tay Keith)
6. 21 – 2:44 (testo: Bartlett, Keanu Dean Torres, Khaled Rohaim – musica: Keanu Beats, Khaled Rohaim)
7. 33 – 2:50 (testo: Bartlett, Jahmere Tylon – musica: DJ Ayo, Minor2Go)
8. I Know – 2:57 (testo: Bartlett, D Mac, Thomas Horton, Vaughn – musica: D Mac, TnTXD, Tahj Money)
9. Beatiful Pain (Losin My Mind) – 2:51 (testo: Bartlett, Ryan Vojtesak, Shane Lindstrom – musica: Charlie Handsome, Murda Beatz)
10. No Matter What – 3:19 (testo: Bartlett, Nick Mira – musica: Nick Mira)
11. Be Something (feat. Lil Baby) – 3:14 (testo: Bartlett, Dominique Jones, Braylin Bowman – musica: Resource)
12. Relentless – 3:20 (testo: Bartlett, Felipe S., Rasool Diaz – musica: Felipe S., Sool Got Hits)
13. DND – 3:00 (testo: Bartlett, Dewayne Kennemer – musica: WayneOnABeat)
14. Chinatown – 2:53 (testo: Bartlett, Tylon, Anthony Catchings-Currie – musica: DJ Ayo, NntySix)
15. Trials & Tribulations – 2:57 (testo: Bartlett, D Mac, Ryan O'Neil, Vaughn – musica: D Mac, MoneyEvery, Tahj Money)
16. Wishing for a Hero (feat. BJ the Chicago Kid) – 3:04 (testo: Bartlett, Bryan Sledge, Sidney Reynolds, Javon Reynolds, Jeff Gitty, Priority Beats, Tupac Shakur, Deon Evans, Bruce Hornsby – musica: The Superiors, Priority Beats, Jeff Gitty)

## Formazione

### Musicisti
- Polo G – voce, testi (tracce 1-16)
- Juice Wrld – voce aggiuntiva, testi (traccia 4)
- Stunna 4 Vegas – voce, testi (traccia 5)
- NLE Choppa – voce, testi (traccia 5)
- Lil Baby – voce aggiuntiva, testi (traccia 11)
- BJ the Chicago Kid – voce aggiuntiva, testi (traccia 16)
- Bruce Hornsby – pianoforte, testi (traccia 16)
- Amanda Brown – vocali (traccia 16)
- Danielle Withers – vocali (traccia 16)
- Pher – vocali (traccia 16)

### Produzione
- 1040 Beats – produzione, testi (traccia 1)
- Callari – produzione, testi (traccia 1)
- D Major – produzione, testi (traccia 1)
- Eric Lagg – mastering (tracce 1, 3, 4, 6, 7, 9-16)
- Raymond Scott – registrazione (traccia 1)
- Mustard – produzione, testi, missaggio (traccia 2)
- GYLTTRYP – co-produzione, testi (traccia 2)
- Joe Grasso – mastering (traccia 2)
- David Pizzimenti – missaggio, registrazione (traccia 2)
- Hagan – produzione, testi (traccia 3)
- Kdubb – produzione, testi (traccia 3)
- Tahj Money – produzione, testi (tracce 3, 8)
- Roach – registrazione (traccia 3)
- Todd Hurt – registrazione (tracce 3, 5, 6, 8-13, 15)
- Hit-Boy – produzione, testi, registrazione (traccia 4)
- Corbett – co-produzione, testi (traccia 4)
- Chris Madine – co-produzione, testi (traccia 4)
- David Kim – missaggio (traccia 4)
- Max Lord – registrazione (traccia 4)
- Mike Will Made It – produzione, testi (traccia 5)
- Tay Keith – produzione, testi (traccia 5)
- DJ Riggins – assistente ingegnere (tracce 5, 7)
- Jacob Richards – assistente ingegnere (tracce 5, 8)
- Mike Seaberg – assistente ingegnere (tracce 5, 8)
- Colin Leonard – mastering (traccia 5)
- Jaycen Joshua – missaggio (tracce 5, 8), mastering (traccia 8)
- Keanu Beats – produzione, testi (traccia 6)
- Khaled Rohaim – produzione, testi (traccia 6)
- DJ Ayo – produzione, testi, registrazione (tracce 7, 14)
- D Mac – produzione, testi (tracce 8, 15)
- TNTXD – produzione, testi (traccia 8)
- Charlie Handsome – produzione, testi (traccia 9)
- Murda Beatz – produzione, testi (traccia 9)
- Nick Mira – produzione, testi (traccia 10)
- Resource – produzione, testi (traccia 11)
- Felipe S. – produzione, testi (traccia 12)
- Sool Got Hits – produzione, testi (traccia 12)
- Pru – registrazione (traccia 12)
- WayneOnABeat – produzione, testi (traccia 13)
- Nntysix – produzione, testi (traccia 14)
- Anthony Catchings-Currie – testi (traccia 14)
- Moneyevery – produzione, testi (traccia 15)
- Joey G – registrazione (traccia 15)
- The Superiors – produzione, testi, missaggio (traccia 16)
- Jeff Gitty – co-produzione, arrangiamento, testi (traccia 16)
- Priority Beats – co-produzione, testi (traccia 16)

## Classifiche

### Classifiche settimanali
| Classifica (2020) | Posizione massima |
| ----------------- | ----------------- |
| Australia         | 10                |
| Austria           | 41                |
| Belgio (Fiandre)  | 28                |
| Canada            | 2                 |
| Danimarca         | 12                |
| Finlandia         | 38                |
| Francia           | 155               |
| Germania          | 98                |
| Irlanda           | 5                 |
| Italia            | 68                |
| Lituania          | 40                |
| Nuova Zelanda     | 20                |
| Norvegia          | 15                |
| Paesi Bassi       | 11                |
| Regno Unito       | 6                 |
| Stati Uniti       | 2                 |
| Svezia            | 18                |
| Svizzera          | 40                |

### Classifiche di fine anno
| Classifica (2020) | Posizione |
| ----------------- | --------- |
| Australia         | 99        |
| Belgio (Fiandre)  | 127       |
| Danimarca         | 64        |
| Paesi Bassi       | 75        |
| Stati Uniti       | 43        |
| Classifica (2021) | Posizione |
| Australia         | 76        |
| Belgio (Fiandre)  | 136       |
| Canada            | 27        |
| Danimarca         | 41        |
| Islanda           | 47        |
| Nuova Zelanda     | 46        |
| Paesi Bassi       | 91        |
| Stati Uniti       | 30        |
| Svezia            | 65        |